# Il Castello di Atlante

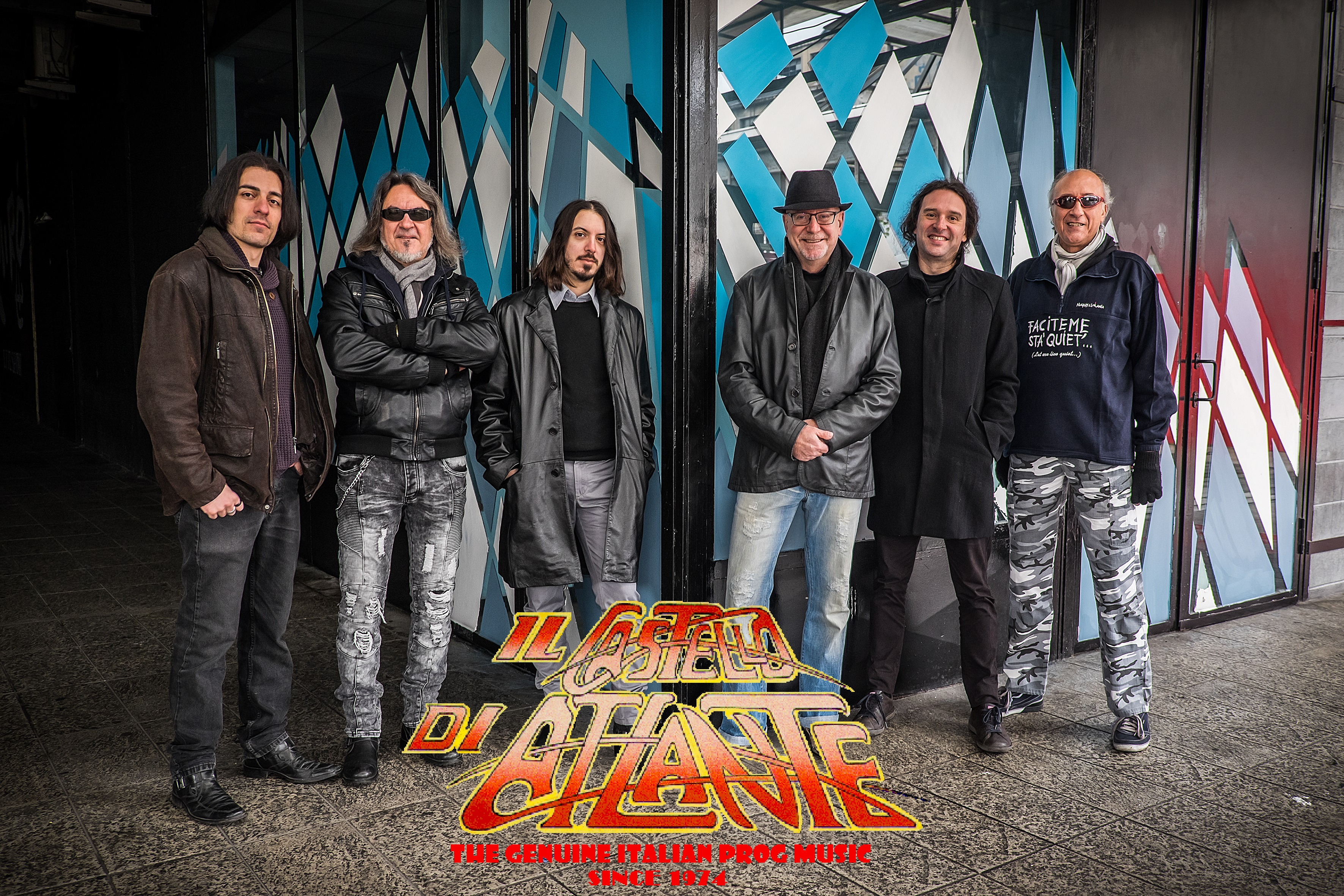

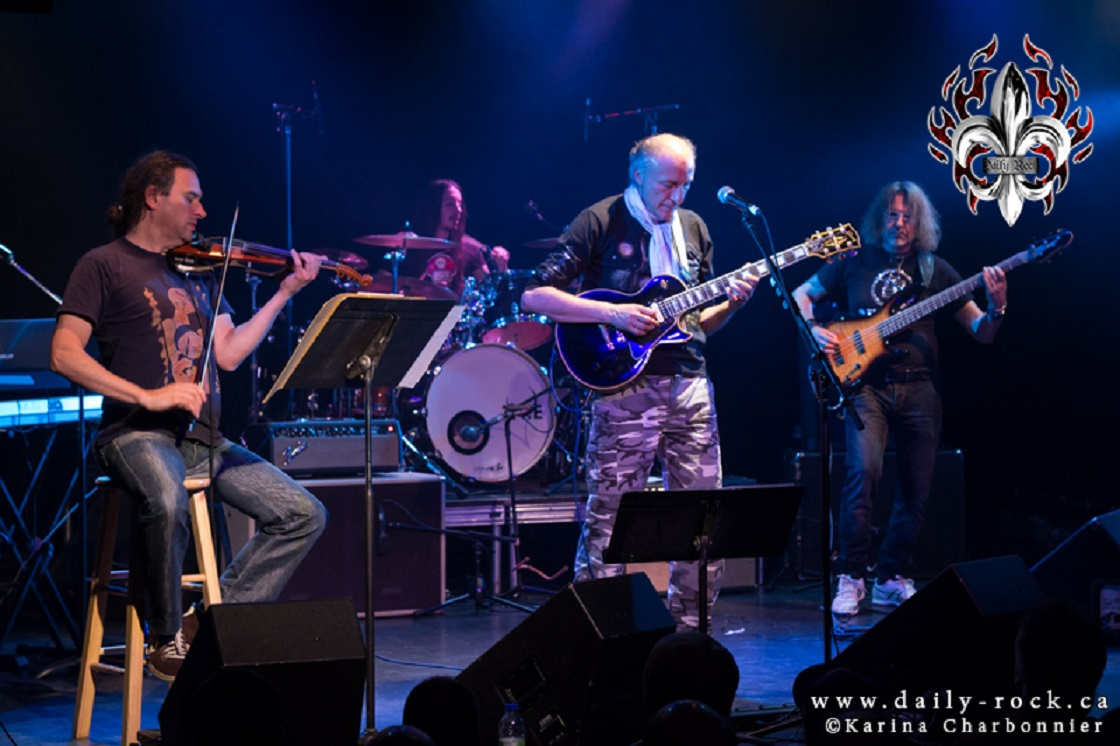

Il Castello di Atlante è un gruppo di rock progressivo italiano della zona di Vercelli, nato nel 1974 e ancora in attività. Come successe ad altri gruppi italiani degli anni settanta (per esempio il Consorzio Acqua Potabile), Il Castello giunse a pubblicare l'album d'esordio solo negli anni novanta (periodo del revival del progressive rock e della nascita di etichette discografiche specializzate nel settore).

## Storia
Il gruppo nacque nel settembre del 1974 su iniziativa di: Paolo Ferrarotti e Dino Fiore a cui si aggiunsero in breve Aldo Bergamini, Massimo Di Lauro e Giampiero Marchiori, Vittorio Pallavicini . Questa formazione iniziò a suonare dal vivo (inizialmente nella zona di Vercelli, poi in altre regioni d'Italia). Per circa quindici anni il gruppo è stato attivo (pur senza un contratto da una casa discografica), attraversando alcuni cambiamenti di al nucleo "stabile" composto da Bergamini, Fiore, Ferrarotti e Di Lauro, realizzando diversi nastri demo, collaborando alla realizzazione della sigla dei Campionati Mondiali di Hockey a Rotelle svoltisi a Vercelli nei primi anni ottanta e producendo un singolo nel 1983.
All'inizio degli anni novanta la Vinyl Magic, una etichetta specializzata nel progressive che stava ristampando numerosi album dei gruppi progressive italiani degli anni settanta, propose a Il Castello di Atlante di partecipare alla collana "New Prog '90". L'opera d'esordio del gruppo fu Sono io il signore delle terre a nord (1992). L'album, che univa elementi neoprogressive alle atmosfere sinfoniche della tradizione del progressive italiano anni settanta, fu accolto molto bene dalla critica di settore e dagli appassionati del genere.
Nel 1994 il gruppo pubblicò due CD: vecchio materiale inedito raccolto nell'album Passo dopo passo ed un nuovo lavoro dal titolo L'ippogrifo, l'ultimo con la Vinyl. Con l'etichetta Elecromantic Music Il Castello ha poi pubblicato: Come il seguitare delle stagioni (2001), stampato anche come LP in vinile, Quintessenza (2004), Concerto acustico (2006) e Cap. 7 - Tra Le Antiche Mura (2008).
Inoltre Il Castello compare in tre produzioni realizzate dalla rivista finlandese Colossus: Kalevala (2003), Dante Alighieri's Inferno (2008) e Decameron: Ten Days in 100 Novellas - part III (2016).
Dal 2005 la band prende parte a vari festival prog.
Nel 2010 Mattia Garimanno, insegnante, produttore e titolare dell'etichetta Ænima Recordings è entrato nella band.
Nel 2011 è stato pubblicato il DVD live Una sera a Tokyo, prima produzione propria del gruppo, registrato dal vivo durante il tour di 5 concerti fatto in Giappone nel 2008.
Nel 2014 è uscito il doppio CD+DVD Cap. 8 - Live con l'etichetta messicana Azafran Media.
Nel 2014 Andrea Bertino è subentrato a Massimo Di Lauro al violino. Andrea, diplomato al Conservatorio G. Verdi di Milano nel 1994, è insegnante di violino, svolge l'attività di concertistica e collabora, tra gli altri, con l'orchestra Rondò Veneziano.
Nel gennaio 2015 Tony Pagliuca, è entrato nel gruppo.
Sul finire del 2015 Tony, a causa di altri impegni, non ha più potuto essere presente con continuità, pertanto, di comune accordo, il gruppo ha deciso di interrompere la collaborazione. È subentrato Davide Cristofoli.
Ad inizio 2016 è stato pubblicato un nuovo CD, Arx Atlantis (Il Castello di Atlante in Latino) il primo interamente prodotto dalla band, che contiene 5 brani inediti, nello stile del gruppo ma con sonorità più moderne e aggressive.
Per celebrare il 25º anniversario dell'uscita del primo CD, il Castello ha deciso di produrre un nuovo CD contenente gli stessi brani del disco d'esordio, riarrangiati e riregistrati con la formazione attuale, più una "bonus track". Il nuovo CD, prodotto dall'etichetta Ænima Recordings, è uscito il 13.10.2018 con il titolo "Siamo Noi i Signori delle Terre a Nord" ed è stato presentato ufficialmente a Milano, a "La Casa di Alex", lo stesso giorno.
Il 28.10.2023 Il Castello di Atlante ha pubblicato il primo EP dal titolo “Memorabilia”, che comprende cinque brani inediti, tre dei quali – in ossequio all’appellativo dell’opera - composti negli anni ’80 ma mai pubblicati e due nuovi. La particolarità è rappresentata dal fatto che i tre brani del passato, rielaborati e riarrangiati per la circostanza, sono stati registrati con la stessa line-up “stabile” di quegli anni, formata da Bergamini, Di Lauro, Ferrarotti e Fiore. I due brani nuovi, invece, sono stati registrati con la formazione attuale (Bergamini, Bertino, Cristofoli, Ferrarotti, Fiore e Garimanno). L’album è stato ufficialmente presentato il 13.10.2023 al “Prog Party” presso il Teatro Sant’Anna di Torino.

## Formazione

### Formazione attuale
- Aldo Bergamini - chitarra, voce
- Andrea Bertino - violino
- Davide Cristofoli - tastiere
- Dino Fiore - basso
- Paolo Ferrarotti - tastiere, voce, batteria
- Mattia Garimanno - batteria

### Formazioni passate

#### Dal 1974 al 1982
- Aldo Bergamini - chitarra, voce
- Massimo di Lauro - violino
- Giampiero Marchiori - flauto
- Dino Fiore - basso
- Paolo Ferrarotti - batteria, tastiere, voce
- Vittorio Pallavicini tastiere e voce

#### Dal 1982 al 2001
- Aldo Bergamini - chitarra, voce
- Massimo di Lauro - violino
- Dino Fiore - basso
- Paolo Ferrarotti - batteria, tastiere, voce
- Roberto Giordano - tastiere, voce

#### Dal 2001 al 2007
- Aldo Bergamini - chitarra, voce
- Massimo di Lauro - violino
- Franco Fava - basso
- Paolo Ferrarotti - batteria, tastiere, voce
- Roberto Giordano - tastiere, voce

#### Dal 2007]al 2010
- Aldo Bergamini - chitarra, voce
- Massimo di Lauro - violino
- Dino Fiore - basso
- Paolo Ferrarotti - batteria, tastiere, voce
- Roberto Giordano - tastiere, voce

#### Dal 2010 al 2013
- Aldo Bergamini - chitarra, voce
- Massimo di Lauro - violino
- Dino Fiore - basso
- Paolo Ferrarotti - batteria, tastiere, voce
- Mattia Garimanno - batteria
- Roberto Giordano - tastiere, voce

#### Dal 2014 al 2014
- Aldo Bergamini - chitarra, voce
- Andrea Bertino - violino
- Dino Fiore - basso
- Paolo Ferrarotti - batteria, tastiere, voce
- Mattia Garimanno - batteria
- Roberto Giordano - tastiere, voce

#### Dal 2015 al 2015
- Aldo Bergamini - chitarra, voce
- Andrea Bertino - violino
- Dino Fiore - basso
- Paolo Ferrarotti - batteria, tastiere, voce
- Mattia Garimanno - batteria
- Tony Pagliuca - tastiere

## Discografia

### Album
- 1992 - Sono io il signore delle terre a nord, Vinyl Magic.
- 1994 - Passo dopo passo, brani inediti studio e dal vivo, Vinyl Magic.
- 1994 - L'ippogrifo, Vinyl Magic.
- 2001 - Come il seguitare delle stagioni, Electromantic Music, anche in vinile.
- 2004 - Quintessenza, Electromantic Music.
- 2006 - Concerto acustico, dal vivo in acustico, Electromantic Music.
- 2008 - Capitolo 7 - Tra Le Antiche Mura, Electromantic Music.
- 2011 - Una sera a Tokyo, DVD, Ænima Recordings.
- 2014 - Cap. 8 Live, CD e DVD, Azafran Media.
- 2016 - Arx Atlantis, Ænima Recordings.
- 2018 - Siamo Noi i Signori delle Terre a Nord, Ænima Recordings.

### Singoli
- 1983 - Tirando le somme / Semplice... ma non troppo

### Raccolte
- 2003 - Kalevala
- 2008 - Dante Alighieri's Inferno
- 2016 - Decameron: Ten Days in 100 Novellas - part III

EP
- 2023 - Memorabilia, Ænima Recordings.